# Sedotta e abbandonata
Sedotta e abbandonata és una pel·lícula italiana de 1964 dirigida per Pietro Germi.
La pel·lícula forma part d'una trilogia sobre la societat italiana i els seus costums que va començar amb  Divorci a la italiana i acabada amb Signore e signori.

## Argument
| «                                  | Senyor Pretor, no som ni milionaris ni barons; només tenim una riquesa... un nom honrat! | » |
| — Don Ascalone al jutge instructor |                                                                                          |   |

Durant una tarda d'un tòrrid estiu de Sicília, a Sciacca, els membres de la família Ascalone estan dormint. Al menjador, però, els instints sexuals de Peppino Califano, estudiant de dret i promès de Matilde, esclaten, desitjant la germana de Matilde, Agnese, que està secretament enamorada del jove. La relació sexual és mantinguda en secret pels dos. La família no s'hauria adonat de res si Agnese no hagués mostrat un comportament inusual els dies següents. Al pare, desconfiat, li fan anàlisis d'orina, que revelen que Agnese està embarassada.
Per al pare és un drama. Vincenzo Ascalone, intransigent guardià de l'honor de la família, cau com una tempesta sobre Peppino i els seus pares atònits, als quals ordena mantenir el silenci i casar el seu fill amb la deshonrada Agnese. Obliga a Peppino a escriure una carta renunciant a la seva promesa de matrimoni amb Matilde, sense saber-ho tot. Immediatament després Don Vincenzo elabora una versió "oficial" bona per a amics i coneguts: era la Matilde qui ja no volia Peppino. Per donar suport a aquesta versió, troba un nou xicot per a la seva filla: un jove noble deshonrat, el baró Rizieri. Ara és qüestió de convèncer Peppino perquè prengui Agnese. Peppino, però, no accepta casar-se amb una dona que ja no és verge i que s'ha revelat, malgrat cedir a la seva pròpia seducció, com una "no bona". Per escapar de les amenaces de Don Vincenzo, Peppino es refugia amb un oncle que és sacerdot.
Mentrestant, Rizieri s'ha convertit en el xicot de la Matilde. Un vespre, els vilatans poden admirar tota la família a passejar: Don Vincenzo i la seva dona, Matilde de bracet amb Rizieri i, darrere, els altres nens. Don Vincenzo, que va pagar el seu tractament dental per millorar el somriure del baró, s'assabenta pels seus "amics" on s'amaga Peppino i, per consell del seu cosí advocat, envia el seu únic fill, Antonio, a matar-lo. Antonio, un covard que no té cap intenció de convertir-se en un assassí, revela la seva missió a Agnese el dia de la sortida, esperant la seva comprensió. La germana corre als carabiners per informar del pla, que es veu frustrat. Al poble, a Don Vincenzo li costa cada cop més explicar als amics i coneguts què passa entre la seva família i la de Peppino Califano. Després del fracàs assassinat d'honor, els Ascalone estan en boca de tothom.
Però la veritat està sortint a la llum, amb Antonio acusat d'intent d'assassinat de Peppino i la denúncia d'Agnese. Els dos, citats pel magistrat, neguen el fet, declarant que es tracta d'un engany. El magistrat no es creu la seva versió: li pregunta a Agnese si és cert que va perdre la virginitat gràcies a Peppino. Nega que Agnese fos verge i diu que va ser ell qui va seduir. El magistrat no creu la versió de Peppino: segueix la denúncia pel delicte de violència contra menors i acusa l'Antonio d'amenaça armada.
Don Vincenzo, en aquest punt, vol fer veure el que va passar com una negativa de la seva família a casar Agnese amb Peppino, com a expressió de la independència de la seva filla, lliure d'escollir qui vulgui. En realitat obliga a Peppino, per evitar la presó, a escenificar un fals segrest d'Agnese amb els seus amics per tal de després casar-se amb ella (segons el codi penal de l'època, el matrimoni anul·lava el delicte de violació). Tothom es presenta davant el magistrat per explicar-li el final feliç de la història. Però les coses no surten com s'esperava: quan el magistrat demana confirmació a Agnese, la noia es nega a acceptar el casament reparador amb Peppino.
Mentre els Ascalone tornen a casa del jutjat d'instrucció, els vilatans en massa es burlen d'ells amb vehemència. És massa per a Don Vincenzo, que pateix un infart. Forçat a ficar-se al llit, aconsegueix convèncer Agnese perquè es casi amb Peppino. Mentre se celebren les noces i la Matilde fa els vots de fer-se monja, el pare de família mor en secret per no ajornar el casament, sacrificant la seva vida a l'altar de l'honor.

## Repartiment
- Stefania Sandrelli: Agnese Ascalone
- Aldo Puglisi: Peppino Califano
- Saro Urzì: Don Vincenzo Ascalone
- Lando Buzzanca: Antonio Ascalone
- Lola Braccini: Amalia Califano
- Leopoldo Trieste: baró Rizieri
- Umberto Spadaro: advocat, cosí d’Ascalone
- Paola Biggio: Matilde Ascalone
- Rocco D'Assunta: Orlando Califano
- Salvatore Fazio: don Mariano
- Oreste Palella: comissari de carabiners Polenza
- Adelino Campardo: carabiner Bisigato
- Lina Lagalla: Francesca Ascalone
- Gustavo D'Arpe: advocat Ciarpetta
- Rosetta Urzì: Consolata, minyona dels Ascalone
- Italia Spadaro: Carmela, la cambrera del cosí de Vincenzo Ascalone
- Grazia Spadaro: una parent de Vincenzo Ascalone
- Roberta Narbonne: Rosaura Ascalone
- Vincenzo Licata: Pasquale Profumo
- Attilio Martella: pretor

## Producció
Un cop finalitzada la col·laboració amb De Laurentiis, que l'havia contractat exclusivament com a guionista durant 4 anys, Luciano Vincenzoni va tornar a trobar el mestre Germi, amb qui havia tingut desavinences pel que fa a la pel·lícula Il ferroviere. Tornant a treballar junts, van crear l'empresa RPA i van produir la pel·lícula Sedotta e abbandonata.
Els exteriors de la pel·lícula es van rodar a Sciacca, a la província d'Agrigent.

## Distribució
La pel·lícula es va distribuir a Itàlia a partir del 30 de gener de 1964 (Roma), a partir del 31 de gener (Milà) i a partir del 26 de febrer (Torí). L'11 de març del mateix any es va presentar a la Setmana del Cinema Italià i el 10 de maig al Festival de Cinema de Cannes. A Estats Units la pel·lícula es va estrenar el 15 de juliol, a França el 24 de juliol, a Alemanya Occidental el 2 d'octubre, a Països Baixos a partir del 29 d'octubre, a Hongria a partir del 17 de desembre i a Finlàndia a partir del 25 de desembre. El 1965 es va estrenar a Dinamarca a partir del 9 de març, al Japó a partir del 18 de març, a Suècia a partir del 20 d'abril, a Mèxic a partir del 20 d'agost. El 1966 es va estrenar a Bèlgica el 27 de maig, a la República Democràtica Alemanya a partir del 26 d'agost. A Espanya es va estrenar el 25 de gener (Barcelona) i el 26 de febrer (Madrid). Finalment es va tornar a estrenar als cinemes de França el 16 de juny de 2010.
La pel·lícula també és coneguda a l'estranger amb els títols internacionals de A Matter of Honor i Seduced and Abandoned. També es coneix pels títols: Verleid en verlaten (Bèlgica, emissió televisiva; Països Baixos); Съблазнена и изоставена (Bulgària); Seduzida e abandonada (Brasil, Portugal); Forført og forladt (Dinamarca); Seducida y abandonada (Espanya, Mèxic); Vietelty ja hyljätty (Finlàndia); Séduite et abandonnée (França); Ατιμασμένη και εγκαταλελειμμένη (Atimasmeni kai egataleleimmeni, Grècia); Elcsábítva és elhagyatva (Hongria); Yûwaku sarete suterareta onna i Yûwaku sarete suterarete (Japó); Uwiedziona i porzucona (Polònia); Förförd på italienska (Suècia); Соблазненная и покинутая (URSS); Verführung auf italienisch (Alemanya Occidental).

## Crítica

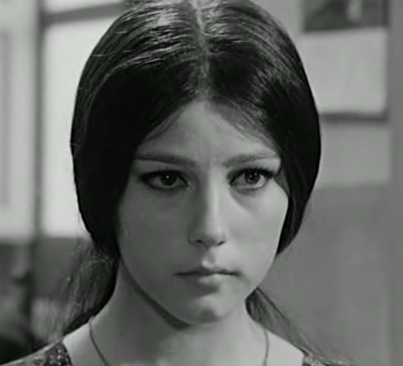
Stefania Sandrelli

Com ja havia passat amb l'anterior pel·lícula, Divorci a la italiana, a causa del gran èxit de públic i de les valoracions positives de la majoria de la crítica, el títol d'aquesta, Sedotta e abandonata, també va passar a l'"ús comú per a indicar un avantatge pres d'algú, però correspost amb traïció. L'expressió sedotta e abbandonata té una llarga història; l'expressió recurrent als reportatges periodístics d'avui: Pietro Germi probablement es va inspirar en les notícies de l'època dels seixanta.
El 1965 els diaris parlaven de Franca Viola, una jove siciliana que es va negar amb molta valentia a acceptar un matrimoni amb escopeta.
| «                                                        | Amb Sedotta e abbandonata els fidels espectadors de Divorzio all'italiana es troben en una Sicília dominada per un grotesc sentit de l'honor, movent-se una vegada més en un clima fosc i sufocant amb esclats terrorífics, en els quals esclaten ferotges conflictes familiars, i per segona vegada es troben amb Stefania Sandrelli enyorada per un illenc ardent. L'escenari és semblant, anàleg al desig del director, Pietro Germi, explicant una història inventada, d'acusar la hipocresia dels costums locals i la legislació italiana. | » |
| — Giovanni Grazzini, Corriere della Sera, 11 maggio 1964 | |   |

L'anàlisi que Germi fa de la Sicília dels anys 60 és despietada i dura en comparació amb la descrita a la pel·lícula anterior, on hi havia un ambient de lleugeresa còmica: aquí els personatges són obertament menyspreats en la seva hipocresia i falsedat; els únics que es salven són els carabinieri, paterns i comprensius, i el poder judicial, intel·ligent i atent a l'aplicació de les lleis. No és casualitat que el director, home d'ordre i sever en els seus judicis, renovi la seva confiança, encara que limitada, en aquestes dues institucions, com va fer a la seva segona pel·lícula In nome della legge  de 1949. I una vegada més Germi simpatitza amb la falta d'escrúpols, la intel·ligència i el coratge de les joves interpretades per Stefania Sandrelli, que expressa plenament la sensualitat ingènua del personatge.
| «                                            | Els personatges, de fet, els seus personatges i fins i tot el seu aspecte físic, les situacions que els tenen al centre i les solucions a les quals s'adreça estan immersos en un clima caricaturesc a l'estil Grosz impregnat gairebé només per extremadament violents. duresa i, de vegades, d'una ferocitat tan despietada com per detectar en els autors sobretot antipatia i menyspreu cap a ells i mai, però, un mínim de pietat o commiseració. | » |
| — Gian Luigi Rondi, Il Tempo 31 gennaio 1964 | |   |

A la pel·lícula no li falta una connotació crítica cap a una societat que en aquells temps, i potser no només aleshores, considerava el matrimoni com a remei per a un crim:
| «                     | A Sedotta e abbandonata el director ataca un altre aspecte de la nostra legislació, és a dir, l'article que atribueix al matrimoni la facultat d'anul·lar qualsevol delicte previ d'un home contra una dona, des de la violència fins a la violació. Com a la pel·lícula anterior, Germi utilitza una idea polèmica com a pretext per abordar un escenari ombrívol. | » |
| — Tullio Kezich, 1966 | |   |

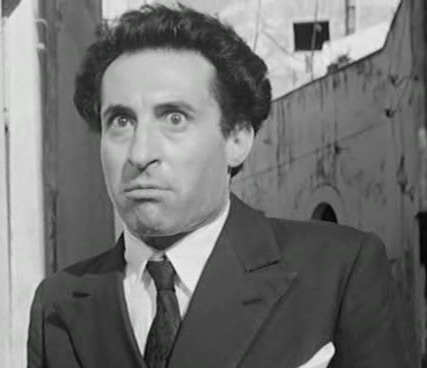
Leopoldo Trieste

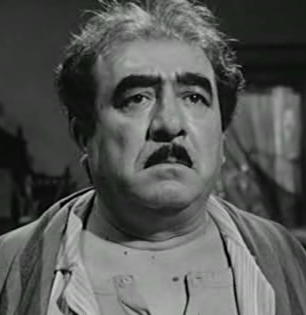
Saro Urzì

Però, en realitat, per evitar-ne una -aquesta és la moral del director- es va assumir una condemna més dura com la que li espera a la futura vida de Peppino, que també va ser arrossegat a l'altar per evitar el deshonor i la presó, destinat a un infern. vida juntament amb una dona que el menysprea, condemnada a viure per sempre en una unió que aleshores només es podia dissoldre amb un "divorci a la italiana".
Una petita part que constitueix un cameo és la interpretada per Leopoldo Trieste, un conegut actor de personatges que, com en l'anterior pel·lícula de Germi, representa la figura del sicilià groller i atordit.
Gegant sobretot, quasi físicament, és la interpretació del gran Saro Urzì en el paper de Don Vincenzo Ascalone que, travessat per mil angoixes, s'agita d'una manera frenètica i grotesca per trobar una complicada solució barroca destinada a preservar el mític honor sicilià de la família. Esdevé el símbol del mal sicilianisme: el dels "amics dels amics", de la hipocresia social, de l'"honor" en nom del qual es sacrifiquen fins i tot els propis fills. Sobre ell recauen les crítiques corrosives del director, que no s'atura ni abans de la mort del personatge, que també es representa grotescament.
| «                                                   | La pel·lícula fa més que sardònica ironia sobre aquella Sicília en la qual és de vital importància salvar l'anomenat "honor", en què les aparences són el que compten (és memorable l'escena en què el pare de la noia obliga a tota la família, tan bon punt van sortir de la comissaria, a riure per fer creure que havia estat un malentès), i les dones tenen la importància d'un adorn. Aquesta Sicília que a l'època de Germi encara existia i que avui no ha desaparegut del tot. Sandrelli és encantadorament modesta i el gran Saro Urzì (en el paper del pare de la noia) amb força optimisme. En Germi mai ha estat tan mordaç, amb un estil que et deixarà bocabadat. Una obra mestra de la "comèdia italiana". | » |
| — Giovanna Grassi, ressenya al lloc web Mymovies.it | |   |

## Banda sonora
La banda sonora, de Carlo Rustichelli, va ser publicada originalment en LP l'any 1964 pel segell CAM amb el número de catàleg 30-086. El mateix 1964 es va publicar als Estats Units amb el número de catàleg CAM 10001 i el 1976 va ser al Japó, de nou per CAM, amb el número de catàleg GXH 6036. La primera reedició italiana de CAM va ser l'any 1992, en CD amb el número de catàleg CSE 084, que va ser seguit el 2012 per una reimpressió de Digitmovies, també en CD amb el número de catàleg CDDM210.

## Premis i reconeixements
- 1964 - Festival Internacional de Cinema de Canes
  - Premi a la interpretació masculina a Saro Urzì[15]
  - Nominació a la Palma d'or a Pietro Germi
- 1964 - David di Donatello
  - Millor director a Pietro Germi
  - Millor productor a Franco Cristaldi
- 1964 - Premis del Cercle de Crítics de Cinema de Nova York
  - 2º lloc Millor pel·lícula en llengua estrangera (Itàlia)
- 1965 - Nastro d'argento
  - Millor actor protagonista a Saro Urzì
  - Millor actor no protagonista a Leopoldo Trieste
  - Millor productor a Franco Cristaldi
  - Millore escenografia a Pietro Germi, Luciano Vincenzoni, Age & Scarpelli
  - Nominació al millor director a Pietro Germi
  - Nominació al millor argument a Pietro Germi i Luciano Vincenzoni
  - Nominació a la millor fotografia en blanc i negre a Aiace Parolin
  - Nominació al millor vestuari a Carlo Egidi